# John Thomson (läkare)
John Thomson, född 1765, död 1846, var en skotsk läkare. Han var far till Allen Thomson.
Thomson blev 1804 kirurgie professor vid College of Surgeons i Edinburgh och 1832 professor i allmän patologi där. Han var en mycket lärd läkare och utgav flera skrifter, som på sin tid utövade stort inflytande. Bland dem bör särskilt nämnas Lectures on inflammation, exhibiting a view of the general doctrines pathological and practical of medical surgery (1813). Dessutom skrev han om blåssten, koppor med mera, redogjorde 1816 för sina iakttagelser vid krigssjukhusen efter slaget vid Waterloo samt utgav William Cullens arbeten (1827) liksom en levnadsteckning över denne läkare (2 band, 1832).